# The Beat Fleet
The Beat Fleet, även känd som TBF är en kroatisk hiphop-grupp från Split, Kroatien. De har givit ut fem album, de fyra första producerade av Dragan Lukić Lvky.

## Diskografi
- Ping-Pong (Umjetnost zdravog đira), 1997 utgiven på Croatia Records
- Uskladimo toplomjere, 2000 utgiven på Menart
- Maxon Universal, 2004 utgiven på Menart
- Galerija Tutnplok, 2007 utgiven på Menart
- Perpetuum Fritule, 2010 utgiven på Dallas Records
- Pistaccio Metallic, 2011 utgiven på Dallas Records
- Danas sutra, 2015 utgiven på Dallas Records